# Stensjön (Bjuråkers socken, Hälsingland)
Stensjön är en sjö i Hudiksvalls kommun i Hälsingland och ingår i Delångersåns huvudavrinningsområde. Sjön har en area på 0,362 kvadratkilometer och ligger 330 meter över havet. Stensjön ligger i naturreservatet Stensjön och i Stensjön och Lomtjärn Natura 2000-område. Sjön avvattnas av vattendraget Styggsjöbäcken.

## Delavrinningsområde
Stensjön ingår i det delavrinningsområde (689108-152384) som SMHI kallar för Utloppet av Stensjön. Medelhöjden är 346 meter över havet och ytan är 2,98 kvadratkilometer. Det finns ett avrinningsområde uppströms, och räknas det in blir den ackumulerade arean 4,23 kvadratkilometer. Styggsjöbäcken som avvattnar avrinningsområdet har biflödesordning 2, vilket innebär att vattnet flödar genom totalt 2 vattendrag innan det når havet efter 107 kilometer. Avrinningsområdet består mestadels av skog (86 procent). Avrinningsområdet har 0,36 kvadratkilometer vattenytor vilket ger det en sjöprocent på 12,1 procent.